# M38 Wolfhound
Der M38 Wolfhound war ein US-amerikanischer Radpanzer des Zweiten Weltkrieges. Er war als Ersatz für den M8 Greyhound vorgesehen, wurde jedoch aufgrund des Kriegsendes nicht mehr realisiert.

## Beschreibung

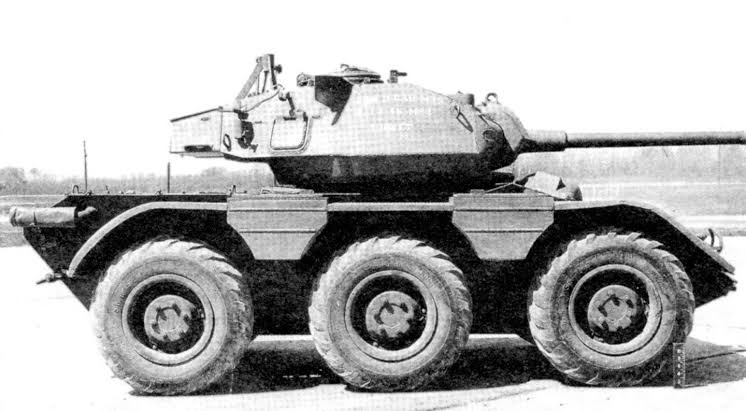
M38 mit dem Turm eines M24 Chaffee

Der M38 Wolfhound hatte eine Besatzung von vier Mann und war mit einer 37-mm-Kanone als Hauptbewaffnung ausgerüstet, die sich in einem oben offenen drehbaren Turm befand. Insgesamt wurden 93 Granaten mitgeführt. Als Sekundärbewaffnung besaß der Panzerwagen zwei Maschinengewehre. Ein Browning M1919A4-MG war koaxial zur 37-mm-Kanone montiert und ein 12,7-mm-M2-MG war zur Flugzeugabwehr auf dem Turm angebracht. Der Motor stammte von Cadillac, hatte acht Zylinder und war wassergekühlt. Die Antriebsformel lautete 6×6 und der Abstand zwischen den drei Achsen war gleich groß. Die Frontpanzerplatte war geneigt, um besseren Schutz vor Beschuss zu bieten. Zudem war das Fahrzeug mit einer Funkausrüstung ausgestattet. Versuchsweise wurde ein M38 mit dem Turm eines M24 Chaffee ausgestattet. Die Bauart des M38 war richtungsweisend für Radpanzerfahrzeuge der Nachkriegszeit wie den britischen Spähpanzer Alvis Saladin.
Insgesamt wurden nur wenige M38-Prototypen hergestellt.